# Cubadebate
Cubadebate és un lloc web cubà editat pel Cercle de Periodistes Cubans contra el Terrorisme, en el qual col·laboren periodistes cubans i internacionals.
Pretén ser «un espai per a la informació i l'intercanvi sobre temes relacionats amb les accions de subversió i les campanyes difamatòries organitzades contra Cuba». S'edita en vuit idiomes i s'ha erigit com el mitjà digital amb més projecció de la web cubana.

## Història
El lloc web Cubadebate es va inaugurar oficialment el 5 d'agost de 2003 al Centre de Premsa Internacional de l'Havana. El lloc va ser presentat pel llavors President de l'Assemblea Nacional del Popular Popular, Ricardo Alarcón de Quesada.
Cubadebate.cu va ser desenvolupat per Chasqui, un grup d'estudiants de la Universitat Central Marta Abreu de Las Villas (Santa Clara). El servidor principal de Cubadebate està a Cuba i compta amb un mirall a Perú que millora el temps de descàrrega del lloc -tota la connexió amb l'illa és via satèl·lit-, i no representa cap cost per al Cercle de Periodistes contra el Terrorisme, atès que l'allotjament és gratuït.
El 28 de març de 2007 Cubadebate va començar a publicar les Reflexions de Fidel Castro. El 13 de juny de 2009 es va publicar en una adreça temporal una nova versió del lloc web desenvolupada a partir de l'eina Wordpress i el dia 20 de juny es va realitzar el canvi definitiu.

### Problemes amb Google
El 12 de gener de 2011, Cubadebate va rebre una notificació del centre tècnic de Youtube —propietat de Google— en el qual se'ls comunicava que es tancava el compte de la seva pàgina en aquesta xarxa social a causa d'una denúncia per infracció del copyright.
Es referien, específicament, a un fragment del vídeo de la presentació a Miami del Fons Legal per a Luis Posada Carriles, que el lloc Cubadebate havia publicat, editat d'un material molt més ampli que va circular a la xarxa i havia estat reproduït en diversos llocs, sense autoria.
Davant una reclamació de la persona que va filmar l'acte on l'exagent de la CIA Luis Posada Carriles anunciava que aquell any estaria a Cuba i exigia el pagament pels seus serveis —entre ells l'atemptat contra un avió civil cubà que va costar la vida a 73 persones el 6 d'octubre de 1976—, diligentment Google va desactivar el lloc de Cubadebate a Youtube. En aquest moment, el canal tenia més de 400 vídeos i 1,6 milions de descàrregues des de la seva obertura.
Rosa Miriam Elizalde, editora de Cubadebate, va declarar: «Si a Cubadebate estem violant el copyright, s'haurà llavors de tancar YouTube, perquè és la meca de la pirateria a Internet: molts dels vídeos que hi ha utilitzen imatges robades de Cubadebate. D'altra banda, les regulacions de YouTube exigeixen que, per fer una reclamació (de recuperació del compte tancat) cal lliurar (a YouTube i al demandant) totes les nostres dades (adreces, telèfons ...). Imaginin, nosaltres lliurar-li totes les nostres dades a la gent que ha realitzat un vídeo que glorifica un criminal, un terrorista internacional que està dient que ve a Cuba, i per descomptat no en to de pau». Cubadebate va argumentar també: «Qui hagi seguit els nostres vídeos sap que la immensa majoria són filmacions originals i que quan fem servir altres fonts solem citar-les sempre que estiguin corresponentment identificades».